# Ernst Hashagen

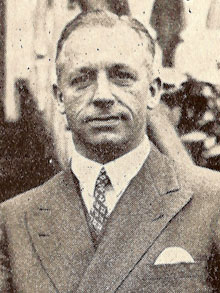
Ernst Hashagen

Ernst Hashagen (* 24. August 1885 in Leipzig als Ernst Friedrich Gustav Dietrich Hashagen; † 12. Juni 1947 in Berlin) war ein deutscher Marineoffizier und U-Boot-Kommandant im Ersten Weltkrieg.

## Leben

### Familie
Ernst Hashagen war ein Sohn des späteren Geheimen Konsistorialrates, Dekans der Universität Rostock sowie Professors Johann Friedrich Hashagen (1841–1925) und Caroline Louise, geb. Ruperti (* 1859). Sein Vater lehrte zu seiner Geburt am evangelisch-lutherischen Missionsseminar zu Leipzig.
Zu seinen Geschwistern gehörten der deutsche Historiker Justus Hashagen, der Oberst und Luftattaché Johannes (Hans) Hashagen (1887–1948) sowie Käte Hashagen.

### Werdegang
Ernst Hashagen trat am 1. April 1905 in die Kaiserliche Marine ein.
Später diente er bis März 1915 als Torpedooffizier und Adjutant auf der Kaiser Barbarossa. Anschließend war er bis Dezember des gleichen Jahres als Wachoffizier auf U 22. Er wechselte bis Februar 1916 an die U-Bootschule und war hier auf der Vulkan eingesetzt. Von Februar 1916 bis Dezember 1916 war er Kommandant der neu in Dienst gestellten UB 21. UB 21 wurde in der Skagerrakschlacht zur Absicherung der Humber Mündung eingesetzt. Am 24. April 1916 war er zum Kapitänleutnant befördert worden.
Mit der Indienststellung Ende Dezember 1916 übernahm er U 62 und blieb bis auf eine Zeit vom 25. Dezember 1917 bis 9. März 1918 bis zur Übergabe an Großbritannien im November 1918 Kommandeur des Bootes. Am 30. April 1917 sank die britische Sloop und U-Boot-Falle Tulip mit 1.250 BRT südwestlich von Irland nach einem Torpedotreffer von U 62; dabei kamen 102 Seeleute ums Leben. Der Kommandant der U-Boot-Falle Norman McCrea Lewis wurde gefangen genommen und hielt 1929 gemeinsam mit Hashagen Vorträge in England. Am 8. März 1918 wurde durch U 62 die Storstad versenkt. Das größte von U 62 versenkte Schiff war der britische Hilfskreuzer Orama (12.927 BRT), der am 19. Oktober 1917 vor der Küste Irlands torpediert wurde. Am 30. Mai 1918 wurde die Ausonia 620 Seemeilen südwestlich vom Fastnet-Felsen von U 62 angegriffen und bei diesem Angriff versenkt. Das Schiff befand sich unter dem Kommando von Kapitän Robert Capper auf einer Fahrt von Liverpool nach New York. Am 7. August 1918 wurde durch U 62 der französische Panzerkreuzer Dupetit-Thouars (9.517 BRT) versenkt; die Besatzung konnte bis auf 13 Mann durch US-amerikanische Zerstörer gerettet werden.
Insgesamt versenkte er 57 Schiffe, davon zwei Kriegsschiffe. Hierfür benötigte er 8 Feindfahrten und konnte Schiff mit über 130.000 Tonnen vernichten.
Am 24. November 1919 wurde er aus der Marine verabschiedet.
Bis Mitte Februar 1918 war er u. a. mit dem Eisernen Kreuz I. Klasse, dem Ritterkreuz des Königlichen Hausorden von Hohenzollern mit Schwertern und dem Ritterkreuz des Greifenorden ausgezeichnet worden.
Für die Kriegsmarine wurde Hashagen später reaktiviert und war als Korvettenkapitän von September 1939 bis Januar 1940 im Erprobungskommando für Kriegsschiffneubauten. Er kam kurz in den Stab des Befehlshabers der U-Boote, um dann mit der Aufstellung im April 1940 bis Dezember 1941 als Chef der 25. Unterseebootsflottille eingesetzt zu sein. Anschließend war er bis November 1943 Kommandeur der 2. U-Lehrdivision in Gotenhafen. Am 1. Juli 1942 wurde er zum Fregattenkapitän d. R. befördert. Ab Dezember 1943 war er bis August 1944 zur Verfügung im 3/SKL des OKM. Hier wurde er im Bereich "Fremde Marinen" verwendet. Danach folgte seine Versetzung in das OKW als Referent in WPr 3. Im März 1945 kam er zur Verfügung in das Marineoberkommando Ost. Am 31. März 1945 wurde er aus der Marine entlassen.

### Werke
1931 veröffentlichte er im Mittler Verlag seine Erlebnisse als U-Boot-Kommandant in dem Buch U–Boote Westwärts! Meine Fahrten um England 1914–1918. Das Buch wurde in andere Sprachen, darunter ins Japanische, übersetzt und erschien in mehreren Auflagen, zuletzt 2022 bei epubli.
Hashagen war Autor des Schiffsspiels Rhe, welches um 1920 im Rhe-Verlag Arthur Mylau erschien. Durch den Verlagsnamen lässt sich vermuten, dass der Verlag nur für den Vertrieb des Spiels gegründet wurde. Rhe gilt als Vorläufer des in den 1960er/1970er Jahren erstmalig erschienenen Spiels Regatta.

### Hashagen affair
1932, Hashagen hatte seine Erinnerungen ins Englische übersetzt, kam es zur sogenannten Hashagen affair. Die BBC hatte über ein neues Format nachgedacht, worin zwei ehemalige Kriegsfeinde des Ersten Weltkriegs sich in einer Radiosendung austauschen sollten. Hashagen war dafür als erster vorgesehen (ein weiteres Gespräch war mit dem Marineluftschiffkommandanten Kapitänleutnant Joachim Breithaupt (1880–1963), welcher auch britischer Kriegsgefangener gewesen war, geplant) und sollte dafür nach England reisen. Diese Planung erreichte das Britische Parlament und es kam, da Hashagen im Ersten Weltkrieg für die Versenkung von britischen Schiffen verantwortlich war und sogar den britischen Kapitän Lewis im April 1917 gefangen nehmen konnte, zu einer Debatte, worin die Aussetzung des Programms oder der Verbot der Einreise Hashagen diskutiert wurde. Letztendlich wurde festgelegt, dass die BBC anzuhalten sei, das Gespräch abzusagen. Der Director-General der BBC, Sir John Reith, hatte dieser Absage noch mit dem Hinweis, dass er ohne Rücksprache mit dem BBC chairman John Henry Whitley keine Entscheidung treffen könnte, abgelehnt, Whitley stimmte dann aber zu, die Übertragung zu stoppen.